# Nordanö
För fartyget, se HMS Nordanö (A213). Nordanö var även det tidigare namnet på Virsbo station.
Nordanö är en tätort i Avesta kommun i Dalarnas län.

## Befolkningsutveckling
| Befolkningsutvecklingen i Nordanö 1965–2020 | Befolkningsutvecklingen i Nordanö 1965–2020 | Befolkningsutvecklingen i Nordanö 1965–2020 | Befolkningsutvecklingen i Nordanö 1965–2020 | Befolkningsutvecklingen i Nordanö 1965–2020 |
| ------------------------------------------- | ------------------------------------------- | ------------------------------------------- | ------------------------------------------- | ------------------------------------------- |
|                                             |                                             |                                             |                                             |                                             |
| År                                          |                                             |                                             | Folkmängd                                   | Areal (ha)                                  |
| 1965                                        | 1965                                        |                                             | 338                                         |                                             |
| 1970                                        | 1970                                        |                                             | 347                                         |                                             |
| 1975                                        | 1975                                        |                                             | 470                                         |                                             |
| 1980                                        | 1980                                        |                                             | 431                                         |                                             |
| 1990                                        | 1990                                        |                                             | 373                                         | 45                                          |
| 1995                                        | 1995                                        |                                             | 452                                         | 46                                          |
| 2000                                        | 2000                                        |                                             | 417                                         | 47                                          |
| 2005                                        | 2005                                        |                                             | 435                                         | 47                                          |
| 2010                                        | 2010                                        |                                             | 435                                         | 47                                          |
| 2015                                        | 2015                                        |                                             | 426                                         | 47                                          |
| 2020                                        | 2020                                        |                                             | 454                                         | 46                                          |
| Anm.: Ny tätort 1965                        |                                             |                                             |                                             |                                             |